# Villa Emmalund
Villa Emmalund är ett bostadshus från 1885 med en uthuslänga vid Pilgrimsvägen i Aspudden i Stockholm.
Villa Emmalund låg när det uppfördes i Brännkyrka landskommun vid en landsväg som ledde till Hägerstens gård. Marken arrenderades också av Hägerstens gård. Genomfartsvägen flyttades i samband med uppförandet av bostadsbebyggelse efter sekelskiftet 1800/1900 ett kvarter norrut (Hägerstensvägen).
På Emmalund drevs ett gårdsslakteri för framför allt slakt av hästar fram till 1912, då ett slakttvång infördes till förmån för de offentliga slakthusen. Därefter fanns en köttaffär och annan handel. Uthuset användes som stall, slakteri och vagnsbod. 
Villa Emmalund är ett panelklätt trähus med en uthuslänga. Den ligger vid gränsen mellan stadsdelarna Aspudden och Midsommarkransen. Den ligger på en norrsluttning det smala grönstråk som skiljer stadsdelarna åt. Uthuslängan i tomtens nordvästra hörn ramar in en gårdsplan. 

## Bildgalleri

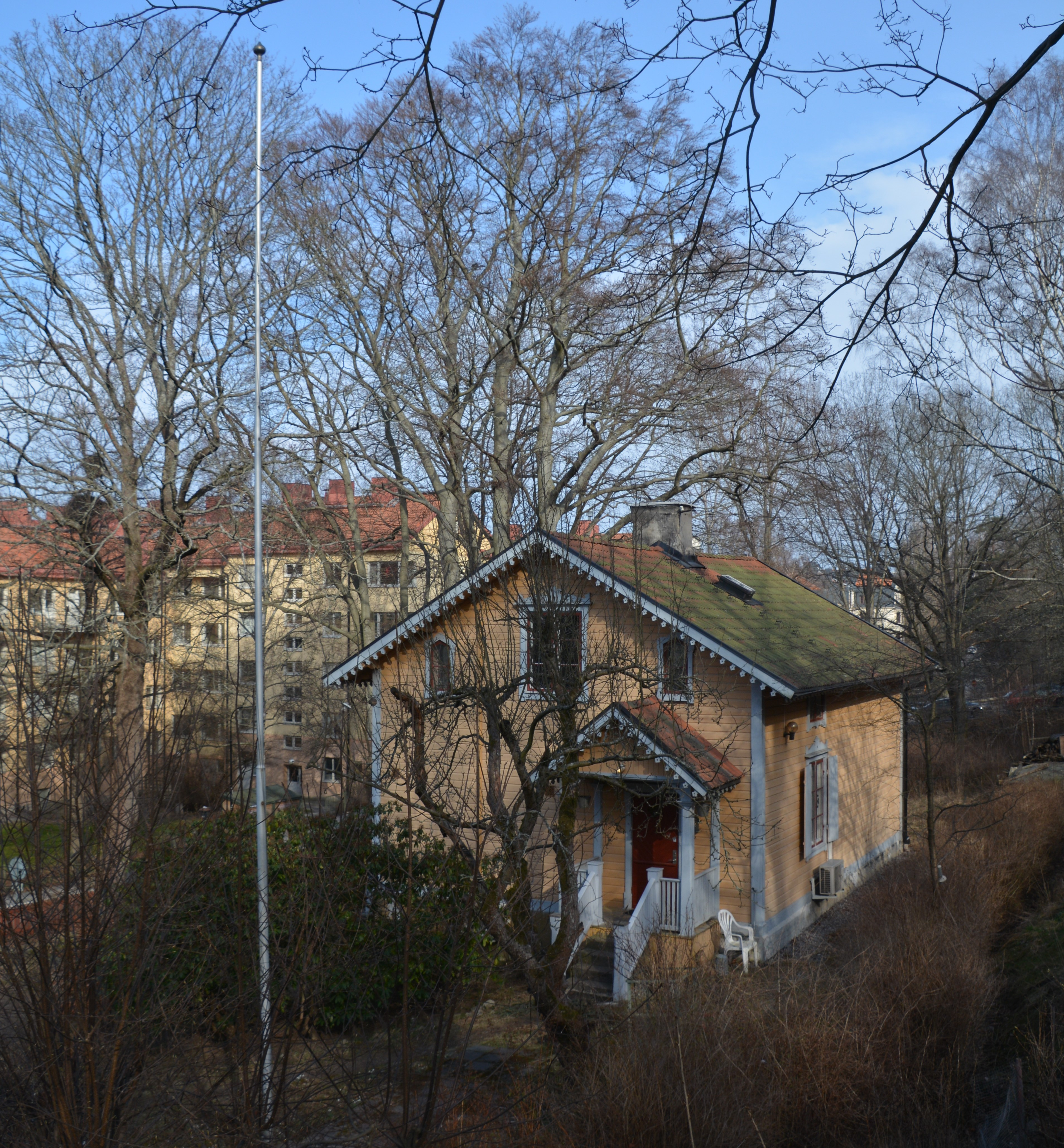
Villa Emmalund
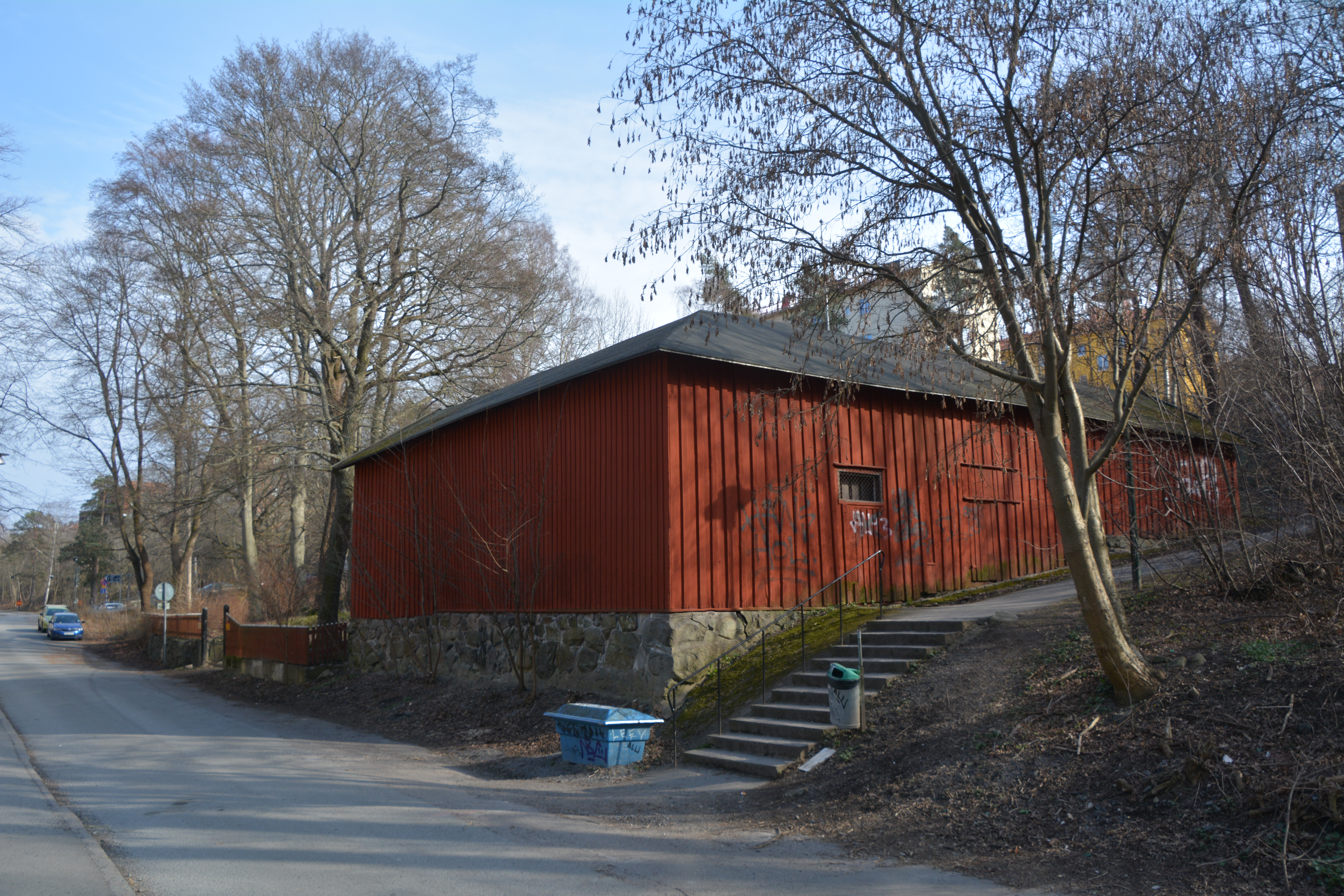
Uthus
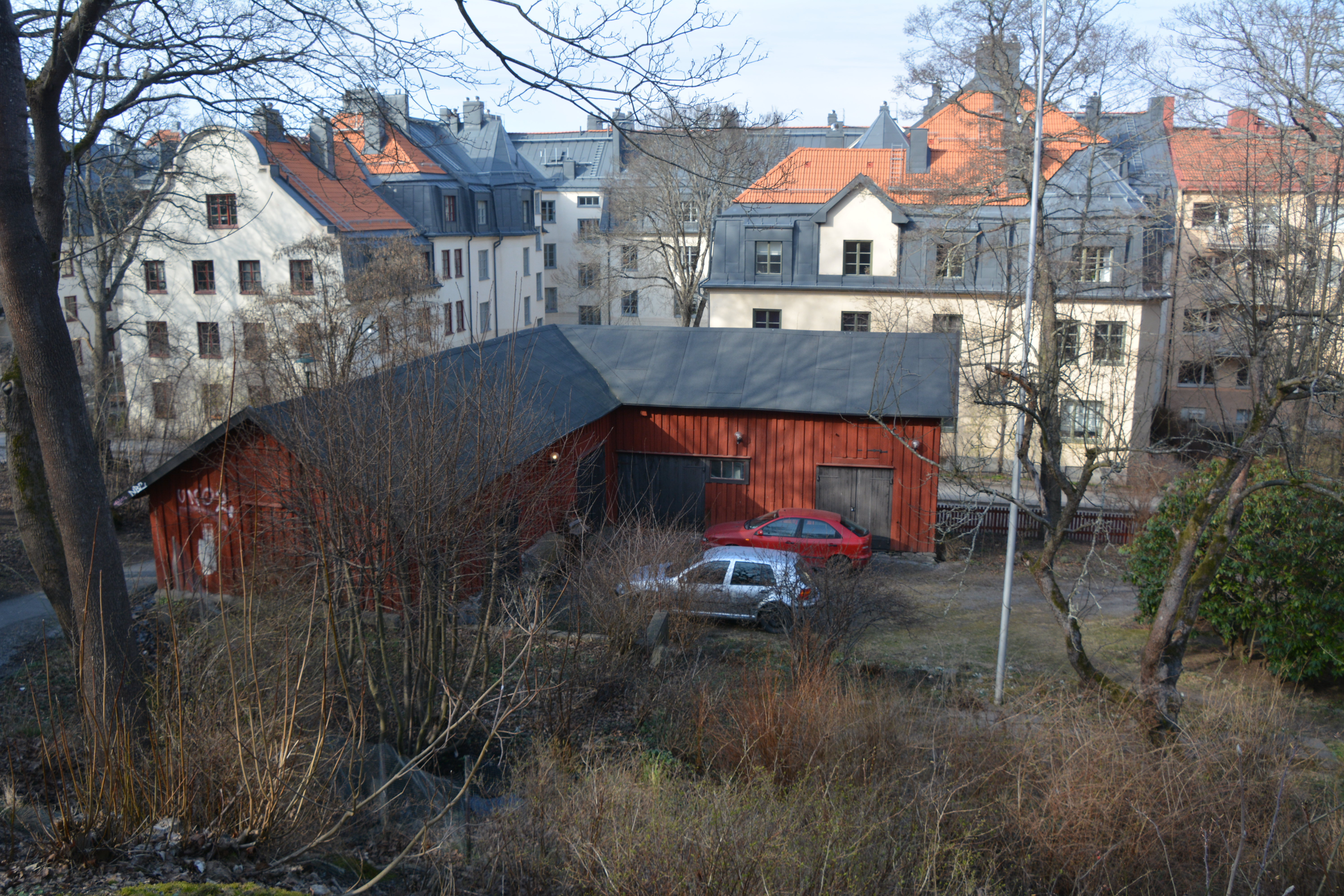
Uthus